# Change the Game
"Change the Game" é o segundo single do rapper Jay-Z do seu álbum de 2000 The Dynasty: Roc La Familia. Apresenta participações especiais de Memphis Bleek e Beanie Sigel, produção de Rick Rock e vocais de fundo de Static Major. Desde seu lançamento, a intenção era promover Sigel e Bleek, mas Steve Juon de RapReviews.com considera o rap de Jay-Z melhor do que o dos outros dois. Um video clipe foi dirigido por Dave Meyers.

## Lista de faixas do single

### CD
1. "Change the Game (Radio Edit)" (3:40)
2. "Change the Game (Instrumental)" (3:40)

### Vinil

#### Lado-A
1. "Change the Game (Radio Edit)" (3:07)
2. "Change the Game (LP Version)" (3:08)
3. "Change the Game (Instrumental)" (3:05)

#### Lado-B
1. "You, Me, Him and Her (Radio Edit)" (3:46)
2. "You, Me, Him and Her (LP Version)" (3:46)
3. "You, Me, Him and Her (Instrumental)" (3:43)

## Paradas musicais
| Parada musical (2001)                           | Melhor posição |
| ----------------------------------------------- | -------------- |
| U.S. Billboard Hot 100                          | 86             |
| U.S. Billboard Hot R&B/Hip-Hop Singles & Tracks | 29             |
| U.S. Billboard Hot Rap Singles                  | 10             |